# Sant Joan de Torreblanca
Sant Joan de Torreblanca és una església de Torreblanca al municipi de Ponts (Noguera) inclosa a l'Inventari del Patrimoni Arquitectònic de Catalunya.

## Descripció
Temple d'una nau, de planta rectangular amb edifici annex al mur nord i fossar que l'envolta per la part posterior i de migjorn. Té un portal adovellat fent arc de mig punt i amb un bordó. Una rosassa oberta a un carreu quadrat, il·lumina el cor, i un senzill campanar de cadireta remata el carener de la coberta,que antigament era a des vessants i ara només té una. Per fer-la s'ha emprat teula àrab.

## Història
Al poble hi ha llindes amb dates que van des de 1769 fins al 1869.